# Joseph Levet
Joseph Levet, communément appelé Jos, est directeur d’une agence d’assurances, homme politique et résistant français, né le 4 mars 1896 à Marseille et mort le 23 août 1988 à Moncé-en-Belin. Il s’illustre dans les années 1930 aux côtés de François de La Rocque en tant que délégué régional pour la Normandie et l’île de France des Croix-de-Feu puis du Parti social français (PSF).

## Biographie

### Famille
Né le 4 mars 1896 à Marseille, Joseph Louis Antoine Marius Levet est issue d’une famille et d’un milieu modeste. Il grandit au Havre avec ses parents, Annet et Marguerite Levet. Son père est ouvrier des tramways.
Joseph obtient à 15 ans son brevet d’interprète anglais au Havre. Il se marie en 1922 avec Marthe Despont, fille du président de la fédération française des syndicats d'employés catholiques. Il a cinq fils et trois filles : Pierre, Jean, Madeleine, Thérèse, Dominique, Mireille et François. La famille Levet vit successivement à Rouen, à Neuilly-sur-Seine puis en 1949 à la villa « La Florido » sur les hauteurs de Nice. 
Il est grand-père de Véronique Olmi, auteure française de romans et de pièces de théâtre. 

### Première Guerre mondiale (1914-1918)
La Première Guerre mondiale éclate à ses 19 ans alors qu’il débute en tant qu’employé de commerce. Il est mobilisé et incorporé au 28e régiment d'infanterie le 18 décembre 1914. Il est nommé caporal le 16 février 1916 puis grièvement blessé lors d’un tir d’obus allemand sur sa position lors de la bataille de Verdun le 1er juin 1916. Il participe avec son régiment à la bataille du chemin des dames en d'avril à juin 1917. Il est de nouveau blessé le 19 octobre 1917 cette fois-ci par intoxication aux gaz asphyxiants à Saint-Quentin.
En 1919, il entreprend de faire rapatrier à l’arrière des corps de ses camarades tombés au combat. Il est libéré de toute obligation militaire en 1933 et reçoit une citation à l’ordre du régiment en tant que « Bon gradé ayant toujours accompli son devoir ».

### Homme d'action des Croix-de-Feu (1929-1936)
Père de famille et sans ressources après la « Grande guerre », Joseph Levet reprend la vie civile et travaille pour la compagnie d'assurances La Mondiale au Havre. Il y est promu directeur d’agence, directeur régional puis inspecteur général en 1924.
Il préside au Havre dans les années 1920 une association d'anciens combattants, la Ligue des poilus havrais, fondée en 1919, et il est un temps conseiller municipal de Sainte-Adresse, une commune de la banlieue du Havre, à partir de 1923. Il est aussi le président jusqu'à sa démission en 1929 d'une société théâtrale d'amateurs, Havre-Comœdia, qu'il a fondée en 1921.
Jos Levet, patriote, se passionne pour la vie politique locale et du pays au travers de son regard d'ancien combattant. Il est parmi les premiers adhérents du mouvement Croix de Feu du Havre ; la section havraise a été fondée en 1929,.
En 1931, il est transféré à Rouen où il y fonde une nouvelle section dont il devient le président, poste qu’il occupe jusqu’en 1936. Très vite, Joseph Levet devient un personnage important pour le mouvement Croix de Feu, non seulement à Rouen mais aussi en Normandie ; il est délégué régional en 1933. Sur le terrain il multiplie les discours et rassemblements pour faire de la propagande dans toute la Normandie. Par son travail, il gravit successivement les échelons du mouvement.
Levet a particulièrement fait grandir la section Croix de Feu de Rouen qui compte en 1935 plus de 2500 adhérents.Il est décri comme un « apôtre pour les uns, fou dangereux pour les autres » puisque très apprécié par son entourage mais assez rude, insolent, voire violent avec ses opposants. Il polémique avec le maire de Rouen Georges Métayer qui intente un procès en correctionnelle contre lui pour injure à un officier ministériel.
Il est nommé délégué régional de la Normandie et de l’Île-de-France et membre du conseil d'administration de la ligue, il déménage alors à Neuilly-sur-Seine. Il y devient un des cadres les plus importants du mouvement, du fait de l'importance des régions qu'il dirige.

### Cadre dirigeant du Parti social français (1936-1940)
Après la dissolution des Croix de Feu en 1936 par le gouvernement de Léon Blum, le colonel François de La Rocque crée le Parti social français (PSF). Jos Levet, loyal et fidèle au colonel, le suit et retrouve son poste de cadre dirigeant à la tête des régions de Normandie et d'Ile de France, places fortes du parti. Il est membre du comité exécutif du parti et de sa commission administrative permanente (CAP) de huit membres. À la veille de la guerre, le PSF est le premier parti de France avec un effectif de plus d'un million d'adhérents. Le PSF est lié aux Syndicats professionnels français (S.P.F.) et fonde des organisations caritatives et sociales puissantes.
Joseph Levet désapprouve en partie le tournant social du parti, préférant galvaniser ses membres par l'action politique. Cela dégrade les relations avec une partie du comité directeur, notamment avec Antoinette de Préval, du fait de son caractère violent et passionné.

### Résistance: Le réseau Klan (1940-1945)
Levet est administrateur du Petit Journal, le quotidien du PSF depuis 1937, et directeur général des services de diffusion de la presse PSF. En août 1940, le parti du colonel de La Rocque est transformé en « Progrès social français » dont Levet fait partie ; il n'existe plus sous forme d'un parti politique mais d'une vaste organisation sociale. Il est officiellement « mis sous séquestre » par le gouvernement de Vichy puis dissous sur ordre du général Oberg, chef des S.S. en France, le 2 novembre 1942.
En coordination avec La Rocque et d'autres anciens cadres du parti, Jos Levet fit ses premiers pas dans Résistance en 1941 en collectant des renseignements du côté italien. Formant par la suite le réseau Klan pour le compte de l'Intelligence Service britannique via le colonel Charaudeau à Madrid (réseau Alibi). Le réseau Klan, considéré comme un sous-réseau du réseau Alibi, sera félicité deux fois par l'Intelligence Service qui en authentifie l'organisation et le fonctionnement dans une attestation de juin 1945 (déposée aux Centre d'Histoire des Archives de Sciences Po).
En mars 1943, Jos Levet échappe à la rafle des cadres du PSF par la Gestapo après avoir été informé de l'arrivée de policiers allemands à son domicile.

### Après-guerre (1945-1988)
En 1945, après la libération le PSF n'ayant plus d'existence légale, Jos Levet suivit le conseil du colonel de La Rocque (alors emprisonné en France) de créer avec le reste des anciens cadres un nouveau parti. Levet devient alors l’un des vice-présidents du Parti républicain et social de la réconciliation française. Le parti n’eut pas le succès escompté aux différentes élections et sombra dans l’oubli.
Joseph Levet meurt en 1988 à l’âge de 93 ans à Moncé-en-Belin.

## Décorations
- Chevalier de la Légion d'honneur (1958)
- Croix de guerre 1914–1918 (une citation à l'ordre du régiment)
- Médaille militaire (1931)[10]

## Sources et bibliographie

### Sources primaires
- Fiche militaire des Archives de Rouen, 1R3383- Numéro matricule : 2351 (1915) : Voir en ligne
- Acte de décès à Moncé-en-Belin
- Le Flambeau normand (journal des Croix de Feu de Rouen et de Normandie)